# نود و نه شب
نود و نه شب (به انگلیسی: N3: Ninety-Nine Nights) یک بازی ویدئویی فانتزی در سبک هک اند اسلش است که در سال ۲۰۰۶ به‌طور انحصاری برای کنسول ایکس‌باکس ۳۶۰ منتشر شده‌است. این بازی با همکاری دو شرکت کیو انترتینمنت، و شرکت کره‌ای فانتاگرم توسعه یافته و استودیو مایکروسافت آن را منتشر کرده‌است. از خصوصیات بازی می‌توان به حمله یکباره صدها دشمن در یک صحنه از بازی اشاره کرد. این بازی بسیار به بازی‌های هم سبک خود همانند خاندان قهرمانان و قلمرو زیر آتش، شباهت دارد.
دنباله‌ای با نام نود و نه شب ۲ توسط مایکروسافت در نمایشگاه توکیو گیم شو در سال ۲۰۰۸ رونمایی شد که آن را نیز در سال ۲۰۱۰ برای کنسول ایکس‌باکس ۳۶۰ منتشر نمود.